# 安加尔帕塔尔
安加尔帕塔尔（Angarpathar），是印度贾坎德邦丹巴德县的一个城镇。总人口8179（2001年）。

## 人口
该地2001年总人口8179人，其中男性4627人，女性3552人；0—6岁人口1112人，其中男549人，女563人；识字率55.31%，其中男性为66.16%，女性为41.19%。